# Роарінг-Спрінг (Пенсільванія)
Роарінг-Спрінг (англ. Roaring Spring) — місто (англ. borough) в США, в окрузі Блер штату Пенсільванія. Населення — 2384 особи (2020).

## Географія
Роарінг-Спрінг розташований за координатами 40°20′5″ пн. ш. 78°23′45″ зх. д. / 40.33472° пн. ш. 78.39583° зх. д. (40.334785, -78.395967).  За даними Бюро перепису населення США в 2010 році місто мало площу 2,09 км², уся площа — суходіл.

## Демографія
Згідно з переписом 2010 року, у селищі мешкало 2585 осіб у 1099 домогосподарствах у складі 715 родин. Густота населення становила 1240 осіб/км².  Було 1173 помешкання (563/км²).
Расовий склад населення:
| - 98,1 % — білих - 0,6 % — азіатів - 0,5 % — чорних або афроамериканців |

До двох чи більше рас належало 0,8 %. Частка іспаномовних становила 0,6 % від усіх жителів.
За віковим діапазоном населення розподілялося таким чином: 23,5 % — особи молодші 18 років, 63,0 % — особи у віці 18—64 років, 13,5 % — особи у віці 65 років та старші. Медіана віку мешканця становила 37,5 року. На 100 осіб жіночої статі у селищі припадало 92,1 чоловіків;  на 100 жінок у віці від 18 років та старших — 89,4 чоловіків також старших 18 років.
Середній дохід на одне домашнє господарство  становив 56 862 долари США (медіана — 50 368), а середній дохід на одну сім'ю — 67 596 доларів (медіана — 63 611). Медіана доходів становила 43 984 долари для чоловіків та 32 426 доларів для жінок. За межею бідності перебувало 11,4 % осіб, у тому числі 17,9 % дітей у віці до 18 років та 10,2 % осіб у віці 65 років та старших.
Цивільне працевлаштоване населення становило 1293 особи. Основні галузі зайнятості: освіта, охорона здоров'я та соціальна допомога — 22,3 %, виробництво — 17,8 %, роздрібна торгівля — 17,5 %.